# 阿瓜普雷塔
阿瓜普雷塔是巴西伯南布哥州的一个市镇。总面积5328.6平方公里，总人口29391人，人口密度5.5人/平方公里。